# 皮斯基 (庫皮揚斯克區)
49°58′53″N 37°54′26″E / 49.98139°N 37.90722°E
皮斯基（烏克蘭語：Піски）是位於烏克蘭東部的村莊，由哈爾科夫州庫皮揚斯克區的德沃里奇纳市镇負責管轄。該村始建於1720年，面積0.22平方公里，海拔高度79米，2001年人口549，人口密度每平方公里2,461.8人。